# Memory Alpha
Memory Alpha (adesea abreviat MA) este o enciclopedie wiki care conține subiecte legate de universul fictiv Star Trek. Conceput de Harry Doddema și Dan Carlson în septembrie 2003 și lansat oficial pe 5 decembrie în același an, site-ul wiki este găzduit de Wikia, Inc. pe software-ul MediaWiki. Potrivit lui Jane Klobas, site-ul este o resursă mare și vibrantă de informații. Ediția din iulie 2010 a Memory Alpha conține peste 31000 de articole în limba engleză, devenind unul dintre cele mai mari proiecte wiki. Site-ul este de asemenea disponibil în limba română și mai multe limbi, inclusiv bulgară, catalană, chineză, cehă, olandeză, esperanto, franceză, germană, italiană, japoneză, poloneză, portugheză, rusă, sârbă, spaniolă și suedeză. 